# James Evans (Physiker)
James Evans (* 15. September 1948) ist ein US-amerikanischer Physiker und Wissenschaftshistoriker.
Evans hat Physik an der Purdue University studiert, wo er 1970 einen BS absolvierte und promovierte an der University of Washington im Jahre 1983. Er ist Professor für Physik und Direktor des Science, Technology and Society Program an der Puget Sound Universität.
Seine Forschungsschwerpunkte sind Wissenschaftsgeschichte speziell der Antiken Griechischen Astronomie, Wissenschaftsgeschichte zur Zeit der Aufklärung, Geschichte der Physik vom 18. bis zum 20. Jahrhundert und Geschichte der Kosmologie von der Antike bis zur Gegenwart.
Er ist assoziierter Editor des Journal for the History of Astronomy und war ab 2009 beim Antikythera Mechanism Research Project involviert.

## Werke
- The History and Practice of Ancient Astronomy, Oxford University Press, New York, 1998, ISBN 0-195-09539-1
- James Evans und Alan S. Thorndike (Herausgeber): Quantum Mechanics at the Crossroads: New Perspectives from History, Philosophy and Physics, Springer-Verlag, Heidelberg, 2006, ISBN 978-3-540-32663-2
- James Evans, John Lennart Berggren: Geminos's Introduction to the Phenomena: A Translation and Study of a Hellenistic Survey of Astronomy,  Princeton University Press, Princeton, 2006, ISBN 0-691-12339-X